# Jutta Kirst
Jutta Kirst, född den 10 november 1954 i Dresden, Tyskland, är en östtysk friidrottare inom höjdhopp.
Hon tog OS-brons i höjdhopp vid friidrottstävlingarna 1980 i Moskva. 